# 丹达斯群岛 (不列颠哥伦比亚省)
丹达斯群岛（法语：île Dundas）是加拿大的不列颠哥伦比亚省沿岸北侧的一系列岛屿，与东侧的鲁珀特王子港隔查塔姆海峡相望，群岛中最大的岛为丹达斯岛。

## 历史
该群岛于1792年由乔治·温哥华船长为纪念海军财务总长亨利·丹达斯（1742–1811）而命名。丹达斯于1802年获授梅尔维尔子爵爵位，以及杜尼拉男爵。起初温哥华认为该群岛是单座岛屿，附近的查塔姆海峡中的小岛被命名为男爵岛、杜尼拉岛、梅尔维尔岛。
加拿大努纳武特地区的丹达斯岛也是以丹达斯命名的。
丹达斯的儿子，第二任梅尔维尔子爵罗伯特·丹达斯是努纳武特地区西北部的梅尔维尔岛以及澳大利亚的梅尔维尔岛的名称来源。澳大利亚的梅尔维尔岛上曾短暂建立过一座名为丹达斯的要塞。